# Wellmania
Wellmania, ou Mon yoga, ma détox, mes emmerdes au Québec, est une série télévisée australienne en huit épisodes d'environ 31 minutes créée par Brigid Delaney et Benjamin Law, et mise en ligne le 29 mars 2023 sur Netflix.

## Synopsis
Liv travaille comme critique gastronomique à New York. Juste avant de partir en Australie pour le mariage de sa meilleure amie Amy, elle arrive à se faire proposer un rôle de juge culinaire pour une émission télévisée. Elle croit ne rester que quelques jours dans son Australie natale, chez sa mère Lorraine, mais elle perd sa carte verte. Au consulat américain, son visa lui est refusé en raison de son état de santé. Pour revenir et saisir son nouvel emploi, Liv va devoir améliorer son état de santé le plus rapidement possible.

## Distribution

### Acteurs principaux
- Celeste Barber (VF : Edwige Lemoine) : Olivia « Liv » Healy
  - Olive McKinnon : Liv Healy adolescente
- J.J. Fong (VF : Ludivine Maffren) : Amy Kwan
  - Heleina Zara : Amy Kwan adolescente
- Genevieve Mooy (en) (VF : Marie-Laure Dougnac) : Lorraine Healy, la mère de Liv
- Lachlan Buchanan (VF : Yoann Sover) : Gareth « Gaz » Healy, le frère de Liv
- Remy Hii (VF : Jim Redler) : Dalbert Tan, le fiancé de Gaz
- Alexander Hodge (en) (VF : Eilias Changuel) : Isaac Huang, un client de la salle de gym de Gaz
- Simone Kessell (VF : Myrtille Bakouche) : Helen King, rédactrice en chef pour The Standard Sydney
- Virginie Laverdure (VF : Charlotte Correa) : Valerie Jones, la rédactrice de Liv au New York Times
- Johnny Carr (VF : Julien Allouf) : Doug Henderson, le mari d'Amy

### Acteurs récurrents
- Leah Vandenberg (en) (VF : Laëtitia Lefebvre) : Dr Priyanka Singh
- Anthony Phelan (VF : Hervé Jolly) : Dr Price, l'employeur de Lorraine
- Guy Edmonds (en) : Chad, un agent du consulat américain

### Invités
- Miranda Otto (VF : Claire Guyot) : Camille Lavigne, coach en sexologie
- Aden Young : Gabriel Wolf, chef de New York
- Yael Stone : Philomena, doula du deuil
- Keegan Joyce (en) : Sebastian, un ex de Gaz

 Source et légende : version française (VF) sur RS Doublage

## Production
Le 31 octobre 2023, la série est annulée.

### Choix des interprètes
Le personnage principal est joué par Celeste Barber, « actrice connue pour ses vidéos décalées et satiriques sur Instagram », « en parodiant, ourlée de ses bourrelets de quadra multipare, les poses lascives de mannequins à la plastique parfaite ».
La série compte aussi parmi ses interprètes JJ Fong (vue dans Creamerie), Genevieve Mooy (vue dans The Dish), ou encore Alexander Hodge (vu dans Insecure, Resort to Love).

### Tournage
La série est principalement tournée à Sydney (entre autres à Bronte Beach), mais aussi à New York et à Boston.

### Fiche technique
Sauf indication contraire, les informations mentionnées dans cette section peuvent être confirmées par la base de données cinématographiques IMDb,  présente dans la section « Liens externes ».
- Titre original et français : Wellmania
- Titre québécois : Mon yoga, ma détox, mes emmerdes
- Création : Brigid Delaney et Benjamin Law
- Réalisation : Erin White et Helena Brooks
- Scénario : d'après le livre de Brigid Delaney[8]
- Photographie : Dan Freene
- Société de production : Fremantle Australia et Nondescript Productions
- Société de distribution : Netflix
- Pays de production :  Australie
- Langue originale : anglais
- Format : couleur - format HDTV 1080i - son 5.1
- Genre : comédie
- Nombre de saisons : 1
- Nombre d'épisodes : 8
- Durée : 26 à 35 minutes
- Date de diffusion : 29 mars 2023 sur Netflix

## Épisodes
1. Carpe diem ou rien ! (Carpe That Diem)
2. La Purge (The Cleanse)
3. La Chasse au canard (Get Your Duck On)
4. La Vraie Camille (The Real Camille)
5. Dans le palais des miroirs (Hall of Mirrors)
6. La Vie, la mort, etc. (Life and Death)
7. La Grande enfilade (The Big A)
8. Et comptez jusqu'à 10… (Count to 10)

## Réception critique
« À la fois intelligente et sans prise de tête, cette série Netflix a très vite su trouver son public », pour Vogue France, qui ajoute : « Wellmania démystifie ainsi l'idée d’être bien en permanence et met en avant le véritable chemin vers la paix intérieure que l'on a tendance à oublier ».
Pour Le Point, « La série, par sa cocasserie drolatique, signature de Barber, pose la question de ce que signifie « être bien », et fustige de facto les solutions rapides qui vendent le rêve d'un changement radical et immédiat ».